# Ibiaçá
Ibiaçá là một đô thị thuộc bang Rio Grande do Sul, Brasil. Đô thị này có diện tích 350,87 km², dân số năm 2007 là 4681 người, mật độ 13,34 người/km².